# عدد استوکس
عدد استوکس(به انگلیسی: Stokes number) یک عدد بی بعد است که در دینامیک سیالات برای پیش بینی رفتار ذرات سیال به کار می رود.این عدد به افتخار ریاضیدان ایرلندی جورج استوکس(به انگلیسی: George Gabriel Stokes) نام گذاری شده است.

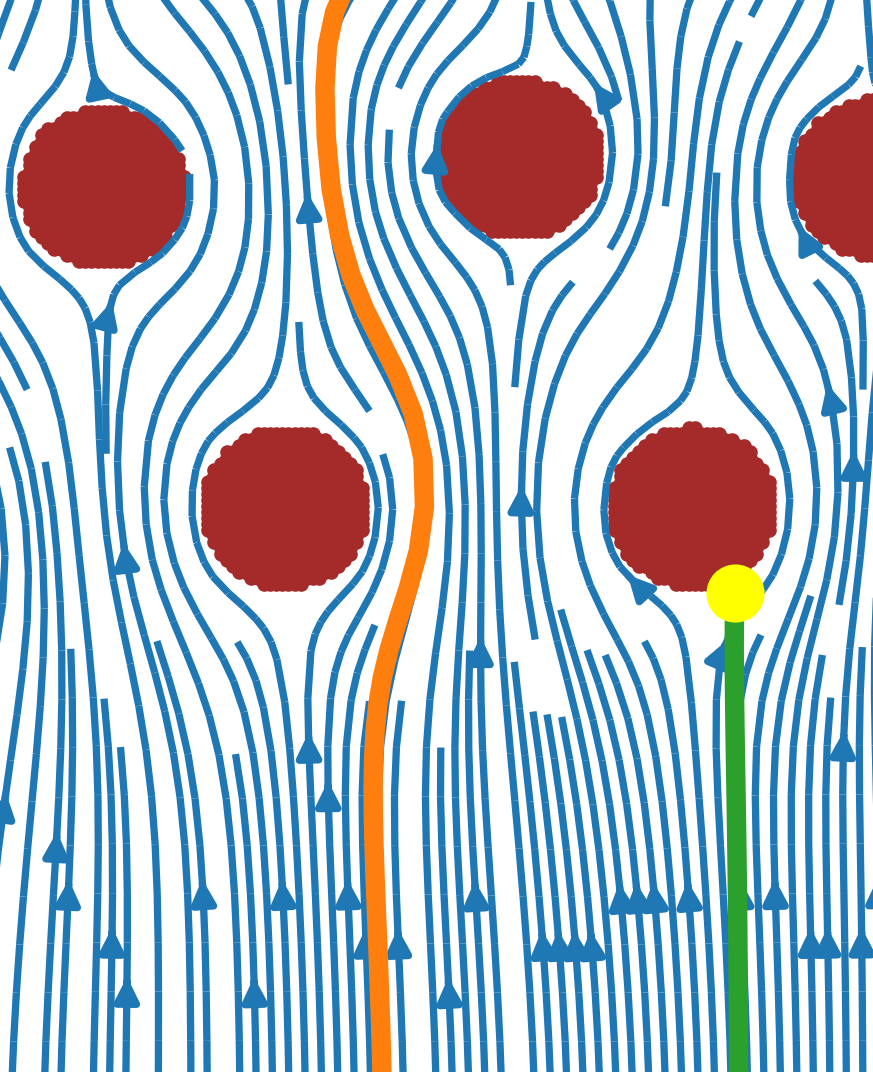
طرح‌نگاره‌ای از واکنش گوناگون عدد استوکس؛ مسیرهای نارنجی و سبز، به‌ترتیب برای اعداد استوکس کوچک و بزرگ هستند. منحنی نارنجی، خط سِیر ذره‌ای با عدد استوکس کمتر از یک است که از خطوط جریان (آبی) پیروی می‌نماید، در حالی‌که منحنی سبز برای عدد استوکس بزرگتر از یک است و بنابراین ذره از خطوط جریان پیروی نمی‌کند. آن ذره در نقطه‌ای که با رنگ زرد، نشان‌داده‌شده است، با یکی از موانع (دایره‌های قهوه‌ای) برخورد می‌کند.